# Зарічний (Котельницький район)
Зарі́чний (рос. Заречный) — селище у складі Котельницького району Кіровської області, Росія. Входить до складу Макар'євського сільського поселення.
Населення становить 54 особи (2010, 133 у 2002).
Національний склад станом на 2002 рік — росіяни 95 %.